# Altas variedades
Altas variedades es una película española con participación francesa dirigida por Francesc Rovira-Beleta y estrenada en el año 1960. Cuenta con un título alternativo: Cibles vivantes. Rodada en Barcelona

## Argumento
Un circo ambulante que está de paso en Barcelona recibe a una chica húngara que pretende refugiarse en él. Un antiguo amigo la recibe, aprovechándose de ella.
| Actor                            | Personaje                         |
| -------------------------------- | --------------------------------- |
| Christian Marquand               | Walter                            |
| Agnès Laurent                    | Ilona                             |
| Ángel Aranda                     | Rudolf                            |
| Vicky Lagos                      | Rosita                            |
| Marisa de Leza                   | Rita                              |
| José María Caffarel              | Valera                            |
| Mari Carmen Yepes                |                                   |
| Luis Induni                      | Representante del Circo Austriaco |
| Mario Bustos                     |                                   |
| Jesús Puche                      |                                   |
| Camino Delgado                   |                                   |
| Ventura Oller                    | Amigo de Walter                   |
| Fernando Rubio                   | Amigo de Walter                   |
| Ramón Quadreny                   |                                   |
| Manuel Bronchud                  | Amigo de Walter                   |
| Antonia Manau                    |                                   |
| Carmen Correa                    |                                   |
| Gaspar 'Indio' González          |                                   |
| Francisco Bernal                 |                                   |
| María Fernanda Ladrón de Guevara | Doña Mercedes                     |
| Julia Martínez                   |                                   |